# NGC 247
Az NGC 247 (más néven Caldwell 62) egy spirálgalaxis a Cetus (Cet) csillagképben.

## Felfedezése
William Herschel fedezte fel a galaxist 1784. október 20-án.

## Tudományos adatok
A galaxis 156 km/s sebességgel távolodik tőlünk.